# Monument Nietzsche
Le monument Nietzsche (en allemand : Nietzsche-Denkmal), inauguré en 2007, est situé sur la place Holzmarkt à Naumbourg (Saale) en Allemagne.

## Descriptif
Il représente le philosophe Friedrich Nietzsche assis sur une chaise, devant lequel une jeune fille se tient. Les mains posées sur les hanches, il regarde Nietzsche en face et semble attendre une réponse à une question. Le personnage assis de Nietzsche, les jambes tendues, est posé sur un socle cuboïde. Il tient dans ses mains un livre ouvert comme symbole de son œuvre philosophique. Les deux personnages sont moulés en bronze.
Il s'agit d'une œuvre de Heinrich Apel (1935-2020).
L'ajout d'une figure d'enfant interagissant avec le philosophe crée une représentation différente des statues commémoratives classiques. Tobias Köberlein écrit: "Nietzsche, non pas comme un érudit lointain, mais comme un penseur proche du peuple."
Le monument a été inauguré en octobre 2007. Une planche explicative est fixée au socle. Il est situé à l'emplacement d'une fontaine créée en 1978 à l'occasion du 950e anniversaire de Naumbourg. Une fontaine ludique a également été installée à côté du groupe de personnages.

## Nietzsche à Naumbourg
Friedrich Nietzsche a passé la majeure partie de son enfance et de sa jeunesse à Naumbourg. Ici, il a fréquenté l'école primaire et le lycée de la cathédrale. Et même après avoir obtenu un poste gratuit au pensionnat voisin de Schulpforte en 1858, la maison de la mère de Naumbourg resta le centre de sa vie. Mais il n’a jamais aimé Naumbourg. « Cet endroit n’a rien dans mon cœur qui parle en sa faveur », écrivait Nietzsche à sa mère en 1885. "Je ne suis pas né là-bas et je ne m'y suis jamais senti chez moi."